# Взятие Гергебиля (1848)

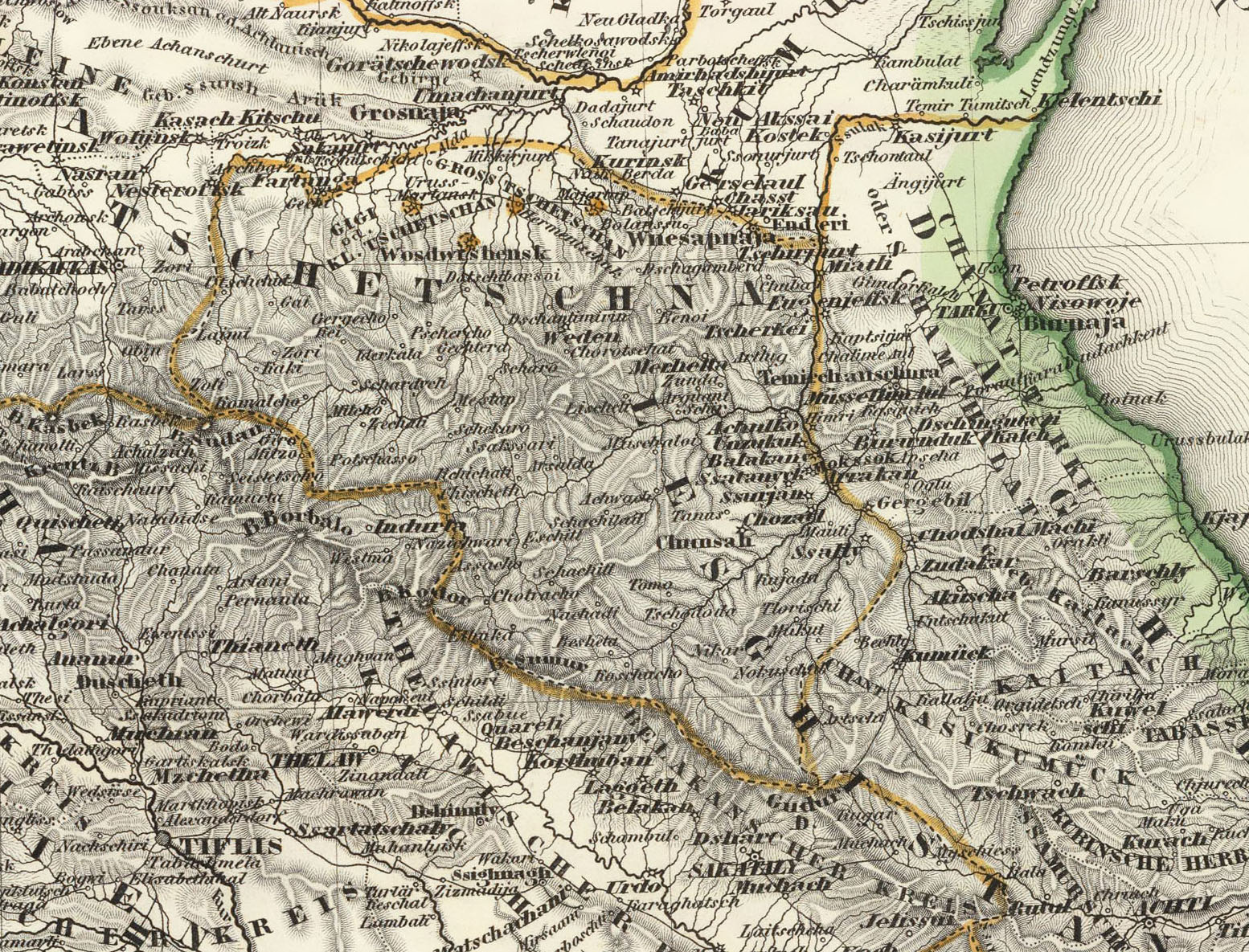
Кавказский имамат на карте Дж. Грассла, 1856 год

Гергебиль — аул в Северном Дагестане, расположенный при впадении реки Аймякинки в реку Казикумыхское-Койсу.

## Ход операции
В мае 1848 года было решено предпринять новую попытку к овладению Гергебилем. В начале июня русские войска под началом князя Аргутинского двинулись к Гергебилю двумя отрядами: из Ходжал-Махи выступил генерал-майор Бриммер (4 батальона, 9 сотен, 5 opудий), из селения Оглы — князь Аргутинский (10 батальонов, дивизион драгун, 6 сотен, 11 opудий); для прикрытия Казикумыхского ханства был выставлен отряд на Турчидаге (2 батальона, 4 сотен милиции, 2 opудия), a для охраны сообщений было поставлено по 2 батальона на переправе y Миатлы, в Темир-Хан-Шуре, в селении Оглы и в Ходжал-Махи. Приказав Бриммеру идти прямо к Гергебилю, князь Аргутинский двинулся правее селения Аймяки, поднялся с рекогносцировочной колонной на Аймякинские высоты и, осмотрев подступы к Гергебилю, решил обложить аул со стороны Ходжал-Махи. Спустившись в Кодухское ущелье, Аргутинский двинулся через селение Кутеши и Ходжал-Махи и 13 июня соединился под Гергебилем с отрядом Бриммера.
Занятая русскими позиция представляла отвесную высоту, спускавшуюся к реке Койсу; y подошвы её стали лагерем 3 батальона, инженерный парк, кубинская и ахтынская милиции, a прочие войска расположились на самой высоте.
Горцы занимали Гергебиль и укреплённый лагерь на горе, примыкавшей к аулу; доступ к лагерю был возможен только по одной тропинке, и близ лагеря была устроена батарея из 2 орудий. Строения Гергебиля находились в полуразрушенном состоянии, но стены его были исправлены и утолщены; гарнизон состоял из 1 тысячи человек. Мост близ селения Кикуны был сильно укреплён, мост на Казикумыхском-Койсу уничтожен; в урочище Улиаб, между Гергебилем и Кикунами, горцами был возведён редут. Число защитников Гергебиля было значительно и ежедневно увеличивалось новыми партиями приверженцев Шамиля.

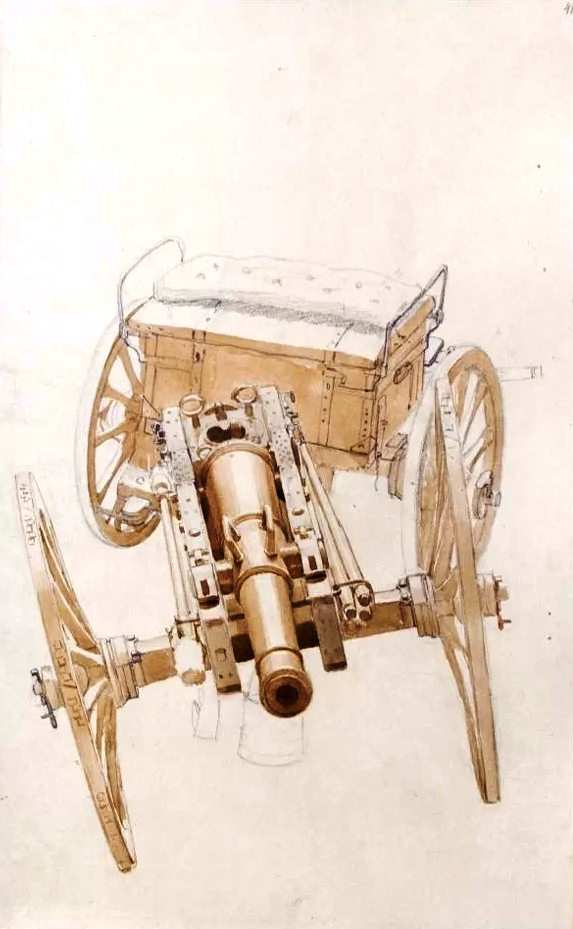
Пушка. Теодор Горшельт (1859)

15 июня в русский лагерь прибыла осадная артиллерия, 16 июня неприятель был сбит с передовых высот, a 17 июня на этих высотах была построена батарея из 4 орудий. Затем, в течение нескольких дней обе стороны ограничивались артиллерийской дуэлью, пользуясь которой Аргутинский занял сады и высоты, окружавшие Гергебиль. Укрепившись 24 и 25 июня на новой позиции, русские приступили к осадным работам и устройству сообщений; уже 27 июня гарнизону Гергебиля оставался один только выход через Аймякинское ущелье. 1 июля русские произвели по аулу 101 боевой выстрел, и верхняя часть Гергебиля была разрушена.
5 июля было занято селение Аймяки, что окончательно завершило окружение. 6 июля, в 3 часа утра, со всех батарей (8 мортир, 11 батарейных и 6 легких орудий) был открыт огонь, продолжавшийся до 9 часов вечера; в 10 часов, пользуясь темнотой, горцы вышли из аула и бросились в разные стороны, стараясь пробраться на левый берег Койсу, где были расположены большие группы мюридов.
С 7 июля русские войска были заняты разрушением Гергебиля, a 15 июля князь Аргутинский двинулся к Ходжал-Махи, куда прибыл к 11 часам утра.
16 июля горцы бросились преследовать русских и, хотя значительная часть их погибла при взрыве мин, заложенных по приказанию князя Аргутинского на пути отступления отряда, преследование велось ими настойчиво и почти вплоть до Ходжал-Махи.
Потери при осаде Гергебиля в 1848 году — 18 офицеров, 333 нижних чина.